# 童游街道
童游街道，是中华人民共和国福建省南平市建阳区下辖的一个乡镇级行政单位。

## 行政区划
童游街道下辖以下地区：
营前社区、水东社区、静园社区、富林社区、曼头山社区、童游村、赤岸村、水东村、溪口村、彭墩村、新岭村、东泽村、水尾村、徐墩村、七姑村、新村和南林村。